# دبستان طالقانی
دبستان طالقانی مربوط به دوره پهلوی اول است و در زاهدان، تقاطع خیابان مصطفی خمینی و خیابان کامبوزیا واقع شده و این اثر در تاریخ ۲۵ اسفند ۱۳۷۹ با شمارهٔ ثبت ۳۶۳۷ به‌عنوان یکی از آثار ملی ایران به ثبت رسیده است.